# 제임스 보가더스
제임스 보가더스 (James Bogardus, 1800년 3월 14일 – 1874년 4월 13일)은 미국 주철 건축의 선구자인 미국의 발명가이자 건축가였다.

## 어린 시절
보가더스는 1800년 3월 14일 뉴욕 캐츠킬에서 태어났다. 열네 살 때, 보가더스는 학교를 그만두고 견습을 시작했다.

## 경력
1828년, 보가더스는 링 플라이어라고 불리는 면 방적기를 발명했다. 1831년에 그는 화폐용 주형을 조각하는 데에 사용되는 기계화된 인그레이빙 기계를 발명했다. 그는 1832년에 편심 분쇄기를 발명했는데, 이는 렌즈 그라인딩에 여전히 사용된다. 보가더스는 그의 주철 작품에 "1850년 5월 7일, 주철 건물의 창시자이자 특허권자"라는 문구를 부착했다. 그는 20년 동안 뉴욕시에서 건물 외관의 건설에 주철을 사용했다. 그는 뉴욕에서 주로 활동했지만 1851년에 보가더스가 세운 주철 구조물이 워싱턴 D.C.에 건축되었다. 1850년에서 1880년까지 다양한 건물들에 철골 구조가 채택되었다.

## 개인 생활
그는 마가렛 맥클레이 (1803 ~ 1878)와 결혼했다. 보가더스는 74세에 뉴욕시에서 사망했다. 그는 뉴욕 브루클린의 그린우드 묘지에 묻혔다.

### 유산
트라이베카의 작은 공원은 '제임스 보가더스 교차로'로 불린다.

## 추가 자료
- Margot Gayle and Carol Gayle. Cast-Iron Architecture in America: The Significance of James Bogardus (New York: Norton) 1998.